# Paryphoconus steineri
Paryphoconus steineri är en tvåvingeart som beskrevs av Gustavo R. Spinelli och Wirth 1984. Paryphoconus steineri ingår i släktet Paryphoconus och familjen svidknott.
Artens utbredningsområde är Peru. Inga underarter finns listade i Catalogue of Life.